# Прелестненское сельское поселение
Преле́стненское се́льское поселе́ние — муниципальное образование в составе Прохоровского района Белгородской области России.
Административный центр — село Прелестное. В состав поселения входят 10 населенных пунктов: 9 сел (Прелестное, Андреевка, Васильевка, Карташёвка, Кострома, Михайловка, Петровка, Суворово, Юдинка) и хутор Весёлый. 
Площадь, занимаемая поселением, составляет 11803 га, из которых сельхозугодье - 7049 га, лесной массив - 223 га, 236 га занято населенными пунктами и личными приусадебными хозяйствами.  
На территории Пресненского сельского поселения протекают реки Ольшанка и Псёл. 

## История
Прелестненское сельское поселение образовано 20 декабря 2004 года в соответствии с Законом Белгородской области № 159.

## Население
| 2010  | 2011  | 2012  | 2013  | 2014  | 2015  | 2016  | 2017  | 2018  |
| ----- | ----- | ----- | ----- | ----- | ----- | ----- | ----- | ----- |
| 1443  | ↘1432 | ↘1416 | ↘1380 | ↘1321 | ↘1301 | ↘1284 | ↘1273 | ↘1265 |
| 2019  | 2020  | 2021  |       |       |       |       |       |       |
| ↗1271 | ↗1288 | ↘1153 |       |       |       |       |       |       |

## Состав сельского поселения
| №  | Населённый пункт | Тип населённого пункта       | Население |
| -- | ---------------- | ---------------------------- | --------- |
| 1  | Андреевка        | село                         | ↘50       |
| 2  | Васильевка       | село                         | ↘11       |
| 3  | Весёлый          | хутор                        | ↘123      |
| 4  | Карташёвка       | село                         | ↘176      |
| 5  | Кострома         | село                         | ↘25       |
| 6  | Михайловка       | село                         | ↘20       |
| 7  | Петровка         | село                         | ↘56       |
| 8  | Прелестное       | село, административный центр | ↗892      |
| 9  | Суворово         | село                         | ↘89       |
| 10 | Юдинка           | село                         | ↘1        |